# Pocancy
Pocancy é uma comuna francesa na região administrativa do Grande Leste, no departamento de Marne. Estende-se por uma área de 26.93 km², e possui 175 habitantes, segundo o censo de 2018, com uma densidade de 6.5 hab/km².